# Dub vzpomínkový
Dub vzpomínkový je památný strom – solitér kříženec dubu letního (Quercus robur) a dubu zimního (Quercus petraea). Nachází se v centrální části hřbitova u Kostel svatého Jana Křtitele ve Vratimově v okrese Ostrava-město v geomorfologickém celku Ostravská pánev v Moravskoslezském kraji a v Horním Slezsku.

## Galerie

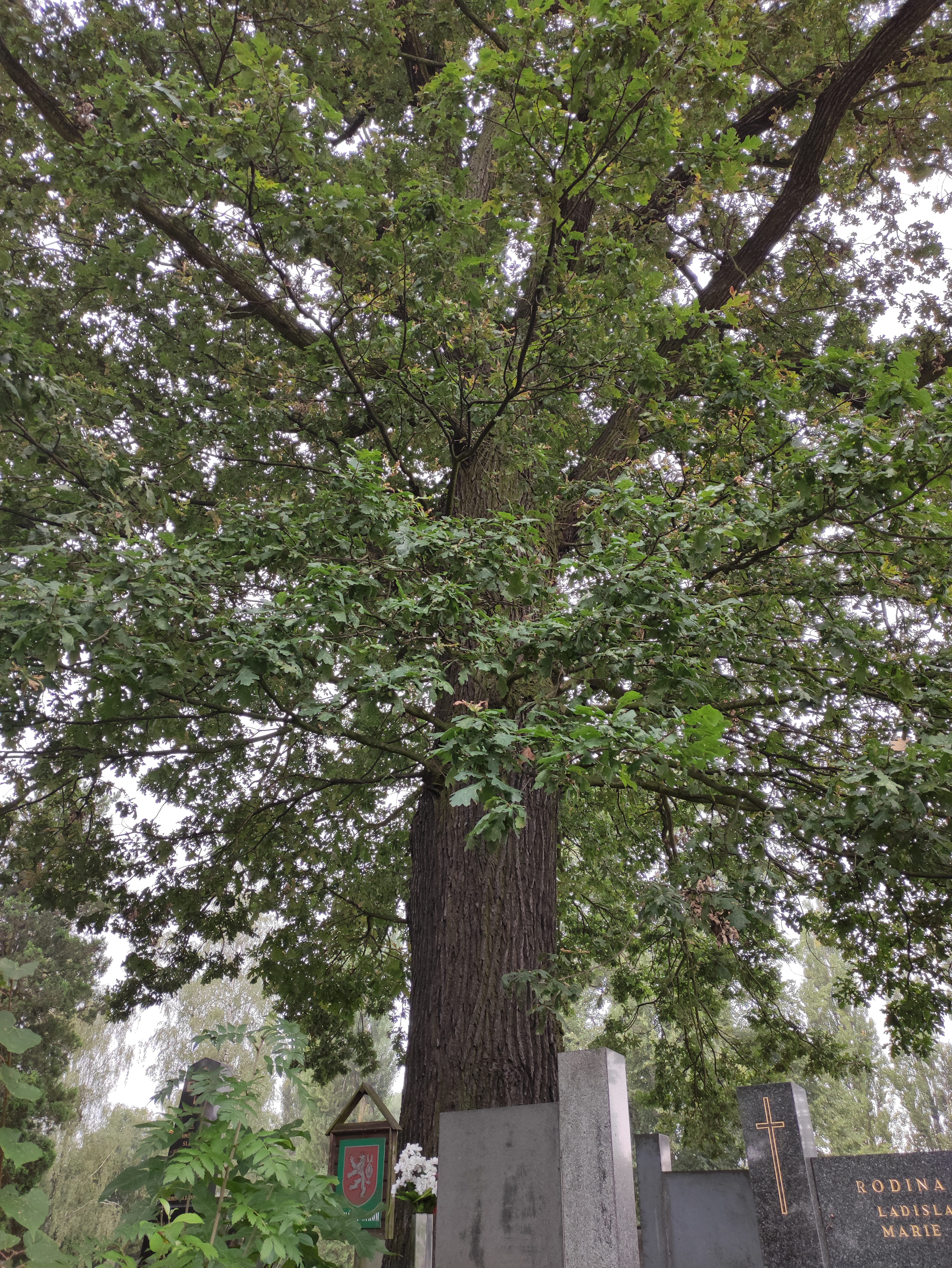
Detail kmene
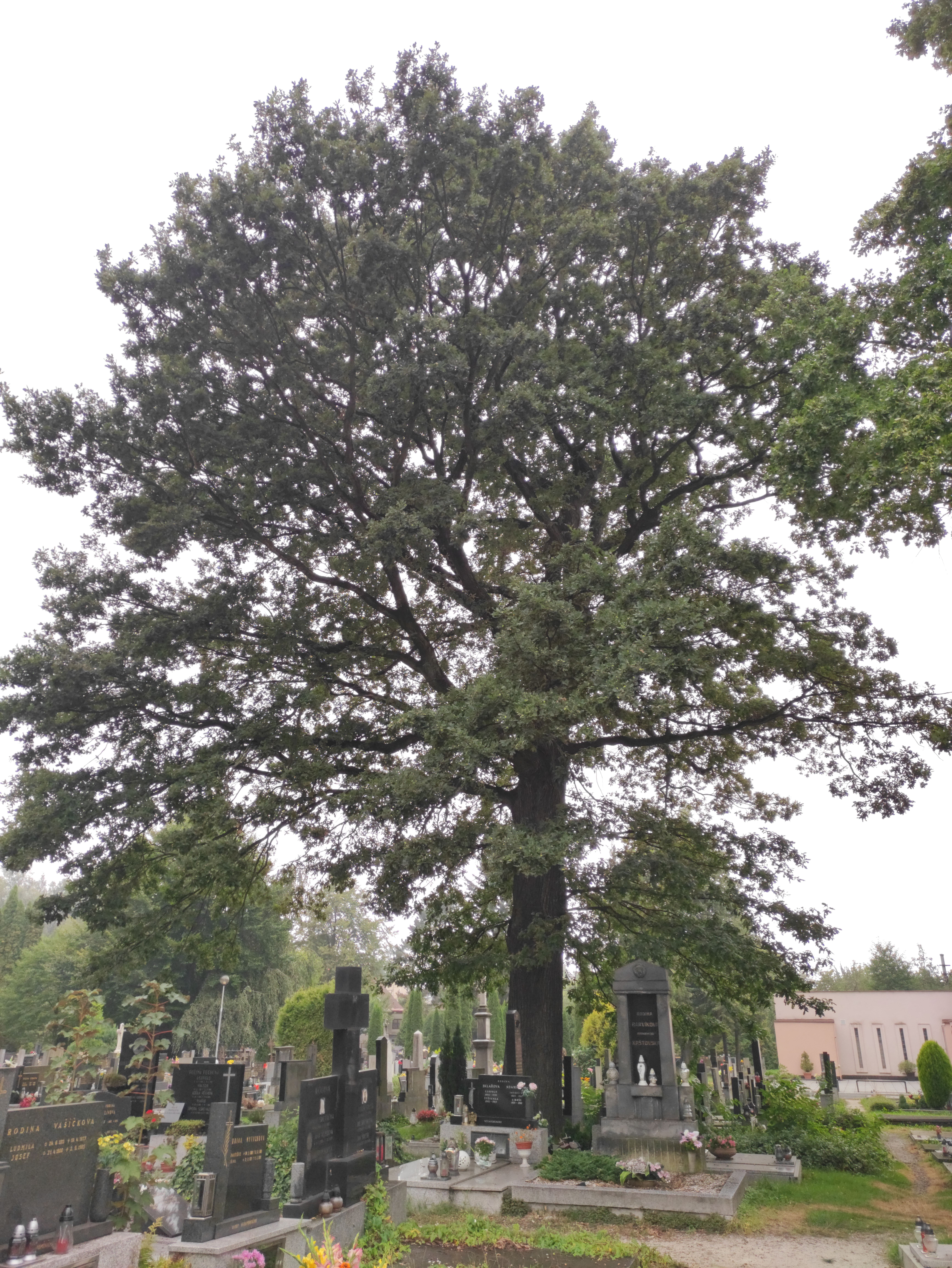
Poloha stromu na hřbitově

## Popis stromu
Strom je v dobrém zdravotním stavu. Podle údajů z roku 2006 a 2009:
| Výška:                        | 23,5 m                                      | 25 m                                        |
| Obvod kmene ve výčetní výšce: | 2,92 m                                      | 3,1 m                                       |
| Šířka koruny stromu:          | 18 m                                        | 19 m                                        |
| Odhadované stáří:             | zhruba 150 let (v roce 2019)                | zhruba 150 let (v roce 2019)                |
| Ochranné pásmo stromu:        | kruh o poloměru 10 m se středem v ose kmene | kruh o poloměru 10 m se středem v ose kmene |
| Datum vyhlášení ochrany:      | 14. června 2006                             | 14. června 2006                             |

## Původ názvu stromu
Strom se nachází na hřbitově a tak jeho jméno Dub vzpomínkový je spojováno se vzpomínkami na zesnulé.